# ایگور کورنیف
ایگور کورنیف (روسی: Игорь Владимирович Корнеев؛ زادهٔ ۴ سپتامبر ۱۹۶۷) بازیکن و سرمربی فوتبال اهل روسیه است.

## باشگاهی
از باشگاه‌هایی که در آن بازی کرده‌است می‌توان به بارسلونا، باشگاه فوتبال بارسلونا بی، زسکا مسکو، فاینورد، اسپانیول و هیرنفین اشاره کرد.

## تیم ملی
وی همچنین در تیم ملی فوتبال شوروی و تیم ملی فوتبال روسیه بازی کرده است.